# BD-R
BD-R — Blu-ray Disc Recordable — одноразовый диск записи Blu-ray. Можно дозаписывать информацию. Объём однослойного диска достигает 23,3 ГБ (25 млрд Б), двухслойного — 46,6 ГБ (50 млрд Б), трёхслойного диска — 99 ГБ (101 млрд Б).

## Скорость записи
| Скорость | Скорость передачи данных | Скорость передачи данных | Примерное время записи |
| -------- | ------------------------ | ------------------------ | ---------------------- |
| 1×       | 36 Мбит/с                | 4,5 МБ/с                 | 96 мин.                |
| 2×       | 72 Мбит/с                | 9 МБ/с                   | 47 мин.                |
| 4×       | 144 Мбит/с               | 18 МБ/с                  | 24 мин.                |
| 8×       | 288 Мбит/с               | 36 МБ/с                  | 12 мин.                |
| 12×      | 432 Мбит/с               | 54 МБ/с                  | 8 мин.                 |
| 15×      | 540 Мбит/с               | 67 МБ/с                  | 6 мин.                 |
| 20×      | 650 Мбит/с               | 78,6 МБ/с                | 4,5 мин.               |